# جزیره کامپوبلو
جزیره کامپوبلو (انگلیسی: Campobello Island) در ورودی خلیج پسماکودی در مجاورت ورودی خلیج کابزکوک و خلیج فاندی واقع شده‌است. این جزیره یکی از جزایر شارلوت است و بخشی از شهرستان شارلوت، نیوبرانزویک، کانادا است. جزیره کامپوبلو نام یک جامعه روستایی از جمله کل منطقه کامپوبلو است. جمعیت این جزیره در سال ۲۰۱۱، ۹۲۵ تن بود.
این جزیره دارای چندین بندرگاه خوب است. اکثر ساکنان این جزیره در صنایع ماهی‌گیری، آبزی‌پروری یا گردشگری مشغول به کار هستند. دو جاذبه مهم توریستی در این جزیره عبارتند از: پارک استانی هیرینگ کوو و پارک بین‌المللی روزولت کامپوبلو.
پارک بین‌المللی روزولت کامپوبلو در سال ۱۹۶۴ ایجاد شد و در سال ۱۹۶۶ به‌طور رسمی توسط رئیس‌جمهور ایالات متحده آمریکا لیندون بی. جانسون و نخست‌وزیر کانادا لستر بولز پیرسون افتتاح شد.